# TOROアニメーション総研
『TOROアニメーション総研』（トロアニメーションそうけん）は、2021年3月29日から静岡放送（SBSラジオ）で放送されているラジオ番組。
アニメ文化や経済をキュレーションする内容である。

## 出演者
- 青木隆太（SBSアナウンサー）[2]
- 久山美音（2024年4月 - ）[3]
- 藤津亮太（アニメ評論家）[4]
- イシノユウキ（Jam9）[5]

## 過去の出演者
- 原口大輝（2021年3月 - 2023年3月）
- 近江由佳（2023年11月20日、青木隆太の夏休みに伴う代理）
- 大村のあ（2021年3月 - 2022年3月）
- 行部澤りおん（2022年4月 - 2023年3月）
- 澁谷海音（2023年4月 - 2024年3月）

## 放送時間
- 毎週月曜日 19:00 - 20:30（2021年3月29日 - ）
- 毎週日曜日 15:00 - 16:30（2024年4月7日 - 、再放送）

## 放送内容
- アニメ文化や経済をキュレーションする番組である。
- 放送内容を次回放送までにまとめを「トロアニレポート」として公式ツイッターでアップロードしている。

| 2021年 | 2021年   | 2021年                                                      | 2021年                                                                                       |
| 回数   | 放送日   | テーマ                                                      | ゲスト                                                                                       |
| ------ | -------- | ----------------------------------------------------------- | -------------------------------------------------------------------------------------------- |
| 第1回  | 3月29日  | あぜアニメは私たちの人生に大きな影響を与えてくれるのか？    | ゲストなし（イシノユウキ放送参加）                                                           |
| 第2回  | 4月5日   | シン・エヴァンゲリオン劇場版                                | お笑い芸人：柳原哲也（アメリカザリガニ） 鈴木酒店店主：鈴木誠                                |
| 第3回  | 4月12日  | 冬アニメを振り返る                                          | 声優：瀬戸麻沙美                                                                             |
| 第4回  | 4月19日  | おのキャラがクラスメイトだったら…                           | 月刊Newtype編集長：角清人                                                                    |
| 第5回  | 4月26日  | 2021年春アニメ                                              | DNP大日本印刷株式会社 コンテンツコミュニケーション本部 イベント・MD推進部:山本慎也、加藤隆志 |
| 第6回  | 5月3日   | アイドルアニメ                                              | 元沼津商工会議所青年部会長・宝不動産株式会社代表取締役：小栗雄介                             |
| 第7回  | 5月10日  | 母性を感じるキャラクター                                    | 株式会社つかさ製菓：和田浩司                                                                 |
| 第8回  | 5月17日  | 普段使っているアニメのセリフ                                | アニメ「オッドタクシー」監督：木下麦                                                         |
| 第9回  | 5月24日  | アニメに出てくる犬派？猫派？                                | アイドル：間島和奏(ラストアイドル)                                                           |
| 第10回 | 5月31日  | アニソンリクエスト祭!!! 〜テンションが上がるアニソン篇〜    | 歌手：亜咲花                                                                                 |
| 第11回 | 6月7日   | ざっくりアニメ紹介                                          | 声優：小林祐介 俳優・歌手：大平峻也                                                          |
| 第12回 | ６月14日 | お父さんにしたいアニメキャラ                                | アーティスト：佐々木恵梨                                                                     |
| 第13回 | ６月21日 | 悪役キャラ                                                  | 株式会社WHITE FOX・代表取締役 アニメプロデューサー：岩佐がく                                 |
| 第14回 | ６月28日 | 雨                                                          | 月刊声優誌「声優グランプリ」編集長：廣島順二                                                 |
| 第15回 | 7月5日   | どっちを選ぶ？                                              | イシノユウキ(Jam9)                                                                           |
| 第16回 | 7月12日  | 春アニメ 振り返り                                           | 講談社 国際ライツ事業部 古賀義章                                                             |
| 第17回 | 7月19日  | この水着回がすごい！                                        | 株式会社ブシロードムーブ 取締役営業部長 ビジネスプロデューサー 大貫佑介                      |
| 第18回 | 7月26日  | 2021年夏アニメ                                              | イシノユウキ(Jam9)                                                                           |
| 第19回 | 8月2日   | 課題報告の日 「風の谷のナウシカ」「天空の城ラピュタ」       | 天竜浜名湖鉄道株式会社 営業課 営業担当 五十川優人                                            |
| 第20回 | 8月9日   | 野球アニメ・野球回                                          | なし                                                                                         |
| 第21回 | 8月16日  | 戦争とアニメ                                                | なし                                                                                         |
| 第22回 | 8月23日  | 幽霊アニメ                                                  | 海洋堂 取締役専務 宮脇修一                                                                   |
| 第23回 | 8月30日  | アニソンリクエスト祭！！！ 〜アナタが夏を感じるアニソン篇〜 | なし                                                                                         |
| 第24回 | 9月06日  | 私の中の○○アニメベスト3                                     | なし                                                                                         |
| 第25回 | 9月13日  | 月とアニメ                                                  | なし                                                                                         |
| 第26回 | 9月20日  | このおじいちゃん、おばあちゃんがすごい！                    | なし                                                                                         |
| 第27回 | 9月27日  | 課題報告の日「鬼滅の刃」                                    | なし                                                                                         |
| 第28回 | 10月04日 | 料理アニメ                                                  | なし                                                                                         |
| 第29回 | 10月11日 | 2021年夏アニメ振り返り                                      | なし                                                                                         |
| 第30回 | 10月18日 | トロアニ推しキャラ総選挙 「推しキャラ応援演説」             | なし                                                                                         |
| 第31回 | 10月25日 | アニソンリクエスト祭 「アナタの好きなキャラソン」編         | なし                                                                                         |
| 第32回 | 11月01日 | 2021年 秋アニメ                                             | 歌手：鈴木このみ                                                                             |
| 第33回 | 11月08日 | あなたの胸に響いた、アイの告白のセリフ                      | なし                                                                                         |
| 第34回 | 11月15日 | アニメの中の文化祭・学園祭                                  | なし                                                                                         |
| 第35回 | 11月22日 | トロアニでアニメのあいうえお作文を作っちゃおう！            | 声優：田中美海                                                                               |
| 第36回 | 11月29日 | 課題報告の日「京アニ」こと京都アニメーション                | 株式会社ボンズ アニメーションプロデューサー：渡辺マコト                                      |
| 第37回 | 12月06日 | 雪の名シーン                                                | 株式会社Zipang 吉廣貫一、猪狩淳一                                                            |
| 第38回 | 12月13日 | 今年のベストアニメ                                          | なし                                                                                         |
| 第39回 | 12月20日 | アニソンリクエスト祭り 〜年末に聴きたいアニソン〜           | なし                                                                                         |

## オンエア曲
- アニメソングを中心に選曲されている。

| 2021年 | 2021年   | 2021年                                             | 2021年 | 2021年 |
| 回数   | 放送日   | 曲名                                               | アーティスト名 | 備考 |
| ------ | -------- | -------------------------------------------------- | --- | --- |
| 第1回  | 3月29日  | STEP by STEP UP↑↑↑↑                                | fourfolium | TVアニメ「NEW GAME!!」オープニングテーマ                                                                             |
| 第1回  | 3月29日  | カワキヲアメク                                     | 美波 | TVアニメ「ドメスティックな彼女」オープニングテーマ                                                                   |
| 第1回  | 3月29日  | Before my body is dry                              | 澤野弘之 | TVアニメ「キルラキル」                                                                                               |
| 第1回  | 3月29日  | Seize The Day                                      | 亜咲花 | TVアニメ「ゆるキャン△ SEASON2」オープニングテーマ                                                                    |
| 第1回  | 3月29日  | 廻廻奇譚                                           | Eve | TVアニメ「呪術廻戦」オープニングテーマ                                                                               |
| 第1回  | 3月29日  | 春ウララ、君ト咲キ誇ル                             | 此花亭仲居の会 | TVアニメ「このはな綺譚」エンディングテーマ                                                                           |
| 第2回  | 4月5日   | 残酷な天使のテーゼ                                 | 高橋洋子 | TVアニメ「新世紀エヴァンゲリオン」オープニングテーマ                                                                 |
| 第2回  | 4月5日   | Beautiful world                                    | 宇多田ヒカル | 映画「ヱヴァンゲリヲン新劇場版:序」テーマソング                                                                      |
| 第2回  | 4月5日   | 魂のルフラン                                       | 高橋洋子 | 映画「新世紀エヴァンゲリオン劇場版 シト新生」主題歌                                                                  |
| 第2回  | 4月5日   | 集結の園へ                                         | 林原めぐみ | 「CR新世紀エヴァンゲリオン 〜最後のシ者〜」イメージソング                                                            |
| 第2回  | 4月5日   | One Last Kiss                                      | 宇多田ヒカル | 映画「シン・エヴァンゲリオン劇場版」テーマソング                                                                     |
| 第3回  | 4月12日  | Storyteller                                        | TRUE | TVアニメ「転生したらスライムだった件」オープニングテーマ                                                             |
| 第3回  | 4月12日  | Paradise                                           | Rude-α | TVアニメ「SE∞ エスケーエイト」オープニングテーマ                                                                     |
| 第3回  | 4月12日  | give it back                                       | Cö shu Nie | TVアニメ「呪術廻戦」第2クールエンディングテーマ                                                                      |
| 第3回  | 4月12日  | Believe in you                                     | nonoc | TVアニメ「Re:ゼロから始める異世界生活」2nd season 後期エンディングテーマ                                             |
| 第4回  | 4月19日  | Sparkling Daydream                                 | ZAQ | TVアニメ「中二病でも恋がしたい！」オープニングテーマ                                                                 |
| 第4回  | 4月19日  | 君じゃなきゃダメみたい                             | オーイシマサヨシ | TVアニメ「月刊少女野崎くん」オープニングテーマ                                                                       |
| 第4回  | 4月19日  | Z・刻をこえて                                      | 鮎川麻弥 | TVアニメ「機動戦士Ζガンダム」オープニングテーマ                                                                      |
| 第4回  | 4月19日  | DIVE TO WORLD                                      | CHERRYBLOSSOM | TVアニメ「家庭教師ヒットマンREBORN!」3rd オープニングテーマ                                                          |
| 第4回  | 4月19日  | オレンジ                                           | 逢坂大河、櫛枝実乃梨、川嶋亜美 | TVアニメ「とらドラ!」エンディングテーマ                                                                              |
| 第4回  | 4月19日  | God knows...                                       | 涼宮ハルヒ(CV:平野綾) | TVアニメ「涼宮ハルヒの憂鬱」第12話劇中歌                                                                             |
| 第5回  | 4月26日  | Soul salvation                                     | 林原めぐみ | TVアニメ「SHAMAN KING」オープニングテーマ                                                                            |
| 第5回  | 4月26日  | Sing My Pleasure                                   | ヴィヴィ | TVアニメ「Vivy -Fluorite Eye's Song-」オープニングテーマ                                                             |
| 第5回  | 4月26日  | はしりがき                                         | マカロニえんぴつ | 「クレヨンしんちゃん 謎メキ!花の天カス学園」主題歌                                                                   |
| 第5回  | 4月26日  | まほうのかぜ                                       | 熊田茜音 | TVアニメ「スーパーカブ」オープニングテーマ                                                                           |
| 第5回  | 4月26日  | ストロボメモリー                                   | 内田真礼 | TVアニメ「SSSS.DYNAZENON」エンディング主題歌                                                                         |
| 第6回  | 5月3日   | 僕たちはひとつの光                                 | μ's | 映画「ラブライブ! The School Idol Movie」エンディングテーマ                                                          |
| 第6回  | 5月3日   | Reason!!                                           | DRAMATIC STARS・Beit・S.E.M・High×Jocker・W・Jupiter | TVアニメ「アイドルマスターSideM」オープニング主題歌                                                                  |
| 第6回  | 5月3日   | MIRAI TICKET                                       | Aqours | TVアニメ「ラブライブ!サンシャイン!!」1期13話挿入歌                                                                   |
| 第6回  | 5月3日   | 夢見鳥                                             | 樋口円香 | 「アイドルマスターシャイニーカラーズ」より                                                                           |
| 第6回  | 5月3日   | RESTART POiNTER                                    | IDOLiSH7 | TVアニメ「アイドリッシュセブン Second BEAT!」11話挿入歌                                                              |
| 第7回  | 5月10日  | 悲しみよ、こんにちは                               | 斉藤由貴 | TVアニメ「めぞん一刻」初代オープニングテーマ                                                                         |
| 第7回  | 5月10日  | ハナノイロ                                         | nano.RIPE | TVアニメ「花咲くいろは」オープニング主題歌                                                                           |
| 第7回  | 5月10日  | ラムのラブソング                                   | 松谷祐子 | TVアニメ「うる星やつら」                                                                                             |
| 第7回  | 5月10日  | イヤヨイヤヨモスキノウチ                           | スピラ・スピカ | TVアニメ「通常攻撃が全体攻撃で二回攻撃のお母さんは好きですか?」オープニングテーマ                                    |
| 第8回  | 5月17日  | COLORS                                             | FLOW | 「コードギアス 反逆のルルーシュ」オープニングテーマ                                                                  |
| 第8回  | 5月17日  | Magic∞world                                        | 黒崎真音 | TVアニメ「とある魔術の禁書目録II」オープニングテーマ                                                                 |
| 第8回  | 5月17日  | ODDTAXI                                            | スカートとPUNPEE | TVアニメ「オッドタクシー」オープニングテーマ                                                                         |
| 第8回  | 5月17日  | 君が好きだと叫びたい                               | BAAD | TVアニメ「スラムダンク」オープニング主題歌                                                                           |
| 第8回  | 5月17日  | メリッサ                                           | ポルノグラフィティ | TVアニメ「鋼の錬金術師」初代OPテーマ                                                                                 |
| 第8回  | 5月17日  | Catch You Catch Me                                 | グミ | TVアニメ「カードキャプターさくら」オープニング主題歌                                                                 |
| 第9話  | 5月24日  | にゃんだーわんだーでいず                           | 大橋彩香 | TVアニメ「犬と猫どっちも飼ってると毎日たのしい」主題歌                                                               |
| 第9話  | 5月24日  | 曇天                                               | DOES | TVアニメ「銀魂」オープニングテーマ                                                                                   |
| 第9話  | 5月24日  | 君は何キャラット？                                 | ラストアイドル | |
| 第9話  | 5月24日  | perfect slumbers                                   | 羽川翼(堀江由衣) | TVアニメ「猫物語（黒）」オープニングテーマ                                                                           |
| 第9話  | 5月24日  | YUME日和                                           | 島谷ひとみ | 「ドラえもん のび太のワンニャン時空伝」主題歌                                                                        |
| 第9話  | 5月24日  | 今、このとき                                       | ひいらぎ | TVアニメ「夏目友人帳」オープニングテーマ                                                                             |
| 第10回 | 5月31日  | Hacking to the Gate                                | いとうかなこ | TVアニメ「STEINS;GATE」                                                                                              |
| 第10回 | 5月31日  | 哀戦士                                             | 井上大輔 | 映画「機動戦士ガンダムII 哀・戦士編」主題歌                                                                          |
| 第10回 | 5月31日  | memories                                           | 大槻真希 | TVアニメ「ONE PIECE」1st EDテーマ                                                                                    |
| 第10回 | 5月31日  | 溝ノ口太陽族                                       | manzo | TVアニメ「天体戦士サンレッド」OPテーマ                                                                               |
| 第10回 | 5月31日  | 空色デイズ                                         | 中川翔子 | TVアニメ「天元突破グレンラガン」OPテーマ                                                                             |
| 第10回 | 5月31日  | ペガサス幻想                                       | MAKE-UP | TVアニメ「聖闘士星矢」主題歌                                                                                         |
| 第10回 | 5月31日  | inferno                                            | 澤野弘之 | オリジナル劇場アニメーション「プロメア」                                                                             |
| 第10回 | 5月31日  | ETERNAL WIND〜ほほえみは光る風の中〜               | 森口博子 | 映画「機動戦士ガンダムF91」主題歌                                                                                    |
| 第10回 | 5月31日  | Seize The Day                                      | 亜咲花 | TVアニメ「ゆるキャン△ SEASON2」オープニングテーマ                                                                    |
| 第10回 | 5月31日  | Synchrogazer                                       | 水樹奈々 | TVアニメ「戦姫絶唱シンフォギア」OPテーマ                                                                             |
| 第10回 | 5月31日  | Red fraction                                       | MELL | TVアニメ「BLACK LAGOON」OPテーマ                                                                                     |
| 第10回 | 5月31日  | おジャ魔女カーニバル!!                             | MAHO堂 | TVアニメ「おジャ魔女どれみ」OPテーマ                                                                                 |
| 第10回 | 5月31日  | 檄！帝国華撃団                                     | 真宮寺さくら(横山智佐)＆帝国歌劇団 | TVアニメ「サクラ大戦TV」主題歌                                                                                       |
| 第10回 | 5月31日  | TRASH CANDY                                        | GRANRODEO | TVアニメ「文豪ストレイドッグス」OPテーマ                                                                             |
| 第10回 | 5月31日  | Don't say "lazy"                                   | 桜高軽音部 | TVアニメ「けいおん!」EDテーマ                                                                                        |
| 第10回 | 5月31日  | NIGHT OF SUMMER SIDE                               | 池田政典 | TVアニメ「きまぐれオレンジ☆ロード」OPテーマ                                                                          |
| 第10回 | 5月31日  | ヒトリゴト                                         | ClariS | TVアニメ「エロマンガ先生」OPテーマ                                                                                   |
| 第10回 | 5月31日  | HELLO,VIFAM                                        | TAO | TVアニメ「銀河漂流バイファム」OPテーマ                                                                               |
| 第10回 | 5月31日  | 微笑みの爆弾                                       | 馬渡松子 | TVアニメ「幽☆遊☆白書」OPテーマ                                                                                       |
| 第11回 | ６月７日 | 君の知らない物語                                   | supercell | TVアニメ「化物語」エンディングテーマ                                                                                 |
| 第11回 | ６月７日 | Animetic Love Letter                               | 宮森あおい&安原絵麻&坂木しずか | TVアニメ「SHIROBAKO」エンディングテーマ                                                                              |
| 第11回 | ６月７日 | STVX HELIX                                         | MYTH & ROID | TVアニメ「Re:ゼロから始める異世界生活」エンディングテーマ                                                            |
| 第11回 | ６月７日 | FIRE BIRD                                          | 大平峻也 | TVアニメ「灼熱カバディ」オープニングテーマ                                                                           |
| 第12回 | ６月14日 | PLAY THE GAME                                      | ロードオブメジャー | TVアニメ「MAJOR 3rd season」オープニング主題歌                                                                       |
| 第12回 | ６月14日 | 謎                                                 | 小松未歩 | TVアニメ「名探偵コナン」オープニングテーマ                                                                           |
| 第12回 | ６月14日 | はるのとなり                                       | 佐々木恵梨 | TVアニメ「ゆるキャン△ SEASON2」エンディングテーマ                                                                    |
| 第12回 | ６月14日 | 瞬間センチメンタル                                 | SCANDAL | TVアニメ「鋼の錬金術師 FULLMETAL ALCHEMIST」エンディングテーマ                                                       |
| 第12回 | ６月14日 | CHA-LA HEAD-CHA-LA                                 | 影山ヒロノブ | TVアニメ「ドラゴンボールZ」オープニングテーマ                                                                        |
| 第12回 | ６月14日 | 北埼玉ブルース                                     | のはらひろし | TVアニメ「クレヨンしんちゃん」挿入歌                                                                                 |
| 第13回 | ６月21日 | 天才ドロンボー                                     | 小原乃梨子、八奈見乗児、たてかべ和也 | TVアニメ「ヤッターマン」初代エンディング                                                                             |
| 第13回 | ６月21日 | CHANGE THE WORLD                                   | V6 | TVアニメ「犬夜叉」初代オープニングテーマ                                                                             |
| 第13回 | ６月21日 | Redo                                               | 鈴木このみ | TVアニメ「Re:ゼロから始める異世界生活」オープニングテーマ                                                            |
| 第13回 | ６月21日 | ロケット団 団歌                                    | ロケット団 | TVアニメ「ポケットモンスター XY&Z」                                                                                  |
| 第13回 | ６月21日 | 裏切りの夕焼け                                     | THEATRE BROOK | TVアニメ「デュラララ!!」オープニングテーマ                                                                           |
| 第14回 | ６月28日 | ノスタルジックレインフォール                       | CHiCO with HoneyWorks | TVアニメ「恋は雨上がりのように」オープニングテーマ                                                                   |
| 第14回 | ６月28日 | Sincerely                                          | TRUE | TVアニメ「ヴァイオレット・エヴァーガーデン」オープニングテーマ                                                       |
| 第14回 | ６月28日 | サムライハート(Some Like It Hot!!)                 | SPYAIR | TVアニメ「銀魂」エンディングテーマ                                                                                   |
| 第14回 | ６月28日 | じゃじゃ馬にさせないで                             | 西尾えつ子 | TVアニメ「らんま1/2」オープニングテーマ                                                                              |
| 第14回 | ６月28日 | Rain                                               | 秦基博 | 映画「言の葉の庭」エンディングテーマ                                                                                 |
| 第15回 | 7月5日   | ライオン                                           | May'n・中島愛 | TVアニメ「マクロスF」後期オープニングテーマ                                                                          |
| 第15回 | 7月5日   | Missing angel(rock ver.)                           | Maica_n | エンディング選択型WEBアニメーション「ハレルヤ-運命の選択-」「変革の狂熱」編エンディングテーマ                        |
| 第15回 | 7月5日   | ironiy                                             | ClariS | TVアニメ「俺の妹がこんなに可愛いわけがない」                                                                         |
| 第16回 | 7月12日  | AMBITIOUS GOAL                                     | 小林愛香 | TVアニメ「さよなら私のクラマー」オープニングテーマ                                                                   |
| 第16回 | 7月12日  | ゆけゆけ飛雄馬                                     | ささきいさお、こおろぎ'73 | TVアニメ「新・巨人の星」オープニングテーマ                                                                           |
| 第16回 | 7月12日  | 扉を開けたら                                       | MUG-MO | TVアニメ「やくならマグカップも」オープニングテーマ                                                                   |
| 第16回 | 7月12日  | 青い                                               | ポルカドットスティングレイ | TVアニメ「ゴジラ S.P＜シンギュラポイント＞」エンディングテーマ                                                       |
| 第16回 | 7月12日  | 青春の演舞                                         | センチミリメンタル | TVアニメ「バクテン‼」オープニングテーマ                                                                              |
| 第17回 | 7月19日  | U                                                  | millennium parade × Belle | 映画「竜とそばかすの姫」メインテーマ                                                                                 |
| 第17回 | 7月19日  | Heading to Over                                    | OLDCODEX | TVアニメ「Free!-Dive to the Future-」オープニング主題歌                                                              |
| 第17回 | 7月19日  | 縁 -YUAN-                                          | Snow Man | 映画「白蛇: 縁起」主題歌                                                                                             |
| 第17回 | 7月19日  | 恋はみずいろ                                       | 七咲逢 | TVアニメ「アマガミSS」エンディングテーマ                                                                             |
| 第17回 | 7月19日  | 僕らの夏の夢                                       | 山下達郎 | 映画「サマーウォーズ」主題歌                                                                                         |
| 第17回 | 7月19日  | 虹の音                                             | 藍井エイル | アニメ「ソードアート・オンライン Extra Edition」テーマソング                                                         |
| 第18回 | 7月26日  | 少年少女                                           | 銀杏BOYZ | TVアニメ「Sonny Boy」主題歌                                                                                          |
| 第18回 | 7月26日  | 愛のシュプリーム！                                 | fhána | TVアニメ「小林さんちのメイドラゴンS」オープニング主題歌                                                              |
| 第18回 | 7月26日  | 星の旅人                                           | 渡辺さらさ(CV.千本木彩花) × 奈良田愛(CV.花守ゆみり) | TVアニメ「かげきしょうじょ!!」エンディングテーマ                                                                     |
| 第18回 | 7月26日  | ABC体操                                            | いけてるお兄さん(CV.宮野真守)、うたのお姉さん(CV.水樹奈々) | TVアニメ「うらみちお兄さん」オープニングテーマ                                                                       |
| 第18回 | 7月26日  | 空と虚                                             | ササノマリイ | TVアニメ「ヴァニタスの手記(カルテ)」オープニングテーマ                                                               |
| 第18回 | 7月26日  | たゆたえ、七色                                     | ARCANA PROJECT | TVアニメ「白い砂のアクアトープ」オープニングテーマ                                                                   |
| 第19回 | 8月2日   | 風の谷のナウシカ                                   | 安田成美 | 映画「風の谷のナウシカ」シンボル・テーマソング                                                                       |
| 第19回 | 8月2日   | 夏空                                               | Galileo Galilei | TVアニメ「おおきく振りかぶって～夏の大会編～」オープニング                                                           |
| 第19回 | 8月2日   | One Last Kiss                                      | 宇多田ヒカル | 映画「シン・エヴァンゲリオン劇場版」テーマソング                                                                     |
| 第19回 | 8月2日   | 君が好きだと叫びたい                               | BAAD | TVアニメ「SLAM DUNK」第1期オープニングテーマ                                                                         |
| 第19回 | 8月2日   | 心に私がふたりいる                                 | 仲間由紀恵 | TVアニメ「HAUNTEDじゃんくしょん」オープニングテーマ                                                                  |
| 第19回 | 8月2日   | 君をのせて                                         | 井上あずみ | 映画「天空の城ラピュタ」主題歌                                                                                       |
| 第20回 | 8月9日   | タッチ                                             | 岩崎良美 | TVアニメ「タッチ」第1期オープニングテーマ                                                                            |
| 第20回 | 8月9日   | ドラマチック                                       | Base Ball Bear | TVアニメ「おおきく振りかぶって」第1期オープニングテーマ                                                              |
| 第20回 | 8月9日   | 君は何かができる                                   | 99ハーモニー | TVアニメ「キャプテン」主題歌                                                                                         |
| 第20回 | 8月9日   | Bury                                               | Pay money To my Pain | TVアニメ「ONE OUTS-ワンナウツ-」オープニングテーマ                                                                   |
| 第20回 | 8月9日   | Go EXCEED!!                                        | Tom-H@ck featuring 大石昌良 | TVアニメ「ダイヤのA」オープニングテーマ                                                                              |
| 第21回 | 8月16日  | 水の星へ愛をこめて                                 | 森口博子 | TVアニメ「機動戦士Ζガンダム」後期OPテーマ                                                                            |
| 第21回 | 8月16日  | 蒼き炎                                             | 高橋洋子 | TVアニメ「パンプキン・シザーズ」オープニングテーマ                                                                   |
| 第21回 | 8月16日  | GET A NOTE                                         | レキシ | TVアニメ「ゲゲゲの鬼太郎」エンディング主題歌                                                                         |
| 第21回 | 8月16日  | 僕の戦争                                           | 神聖かまってちゃん | TVアニメ「進撃の巨人 The Final Season」オープニング                                                                  |
| 第21回 | 8月16日  | アンインストール                                   | 石川智晶 | TVアニメ「ぼくらの」オープニングテーマ                                                                               |
| 第22回 | 8月23日  | 青い栞                                             | Galileo Galilei | TVアニメ「あの日見た花の名前を僕達はまだ知らない。」オープニングテーマ                                               |
| 第22回 | 8月23日  | BELIEVE ME                                         | 小坂由美子 | TVアニメ「GS美神」エンディングテーマ                                                                                 |
| 第22回 | 8月23日  | Easy Breezy                                        | chelmico | TVアニメ「映像研には手を出すな!」オープニングテーマ                                                                  |
| 第22回 | 8月23日  | Golden Time                                        | 堀江由衣 | TVアニメ「ゴールデンタイム」オープニングテーマ                                                                       |
| 第22回 | 8月23日  | アンバランスなKissをして                           | 高橋ひろ | TVアニメ「幽☆遊☆白書」エンディング主題歌                                                                             |
| 第23回 | 8月30日  | secret base～君がくれたもの(10 years after Ver.)   | 本間芽衣子（茅野愛衣）、安城鳴子（戸松遥）、鶴見知利子（早見沙織） | TVアニメ「あの日見た花の名前を僕達はまだ知らない。」エンディング主題歌                                               |
| 第23回 | 8月30日  | Driver's High                                      | L'Arc〜en〜Ciel | TVアニメ「GTO」前期オープニングテーマ                                                                                |
| 第23回 | 8月30日  | ブルーウォーター                                   | 森川美穂 | TVアニメ「ふしぎの海のナディア」主題歌                                                                               |
| 第23回 | 8月30日  | 星間飛行                                           | ランカ・リー＝中島愛 | TVアニメ「マクロスF」挿入歌                                                                                          |
| 第23回 | 8月30日  | 南風                                               | 下川みくに | TVアニメ「フルメタル・パニック!The Second Raid」オープニングテーマ                                                   |
| 第23回 | 8月30日  | ホタルノヒカリ                                     | いきものがかり | TVアニメ「NARUTO -ナルト- 疾風伝」オープニングテーマ                                                                 |
| 第23回 | 8月30日  | きんいろローダンセ                                 | Rhodanthe* | 劇場版「きんいろモザイクThank you!!」オープニングテーマ                                                              |
| 第23回 | 8月30日  | GO!GO!トリトン                                     | ヒデ・夕木、杉並児童合唱団 | TVアニメ「海のトリトン」主題歌                                                                                       |
| 第23回 | 8月30日  | ビードロ模様                                       | やなぎなぎ | TVアニメ「あの夏で待ってる」エンディングテーマ                                                                       |
| 第23回 | 8月30日  | 天使のゆびきり                                     | 福田舞 | TVアニメ「彼氏彼女の事情」主題歌                                                                                     |
| 第23回 | 8月30日  | Grand Blue                                         | 湘南乃風 | TVアニメ「ぐらんぶる」オープニングテーマ                                                                             |
| 第23回 | 8月30日  | Butter-Fly                                         | 和田光司 | TVアニメ「デジモンアドベンチャー」オープニングテーマ                                                                 |
| 第23回 | 8月30日  | HIGH POWERED                                       | スフィア | TVアニメ「侵略!?イカ娘」オープニングテーマ                                                                           |
| 第23回 | 8月30日  | 世界は恋に落ちている                               | CHiCO with HoneyWorks | TVアニメ「アオハライド」オープニングテーマ                                                                           |
| 第23回 | 8月30日  | ワニとシャンプー                                   | ももいろクローバーZ | TVアニメ「だぶるじぇい」エンディングテーマ                                                                           |
| 第23回 | 8月30日  | DREAM SOLISTER                                     | TRUE | TVアニメ「響け!ユーフォニアム」オープニングテーマ                                                                    |
| 第23回 | 8月30日  | 夏待ち                                             | ROUND TABLE feat.Nino | TVアニメ「ARIA The NATURAL」エンディングテーマ                                                                       |
| 第23回 | 8月30日  | 君の知らない物語                                   | supercell | TVアニメ「化物語」エンディングテーマ                                                                                 |
| 第24回 | 9月06日  | NOISY LOVE POWER☆                                  | 大橋彩香 | TVアニメ「魔法少女 俺」オープニング主題歌                                                                            |
| 第24回 | 9月06日  | BEYOND THE TIME (メビウスの宇宙を越えて)           | TM NETWORK | アニメ映画「機動戦士ガンダム 逆襲のシャア」主題歌                                                                    |
| 第24回 | 9月06日  | ちいさな英雄                                       | 木村カエラ | 映画「ちいさな英雄-カニとタマゴと透明人間-」エンディングテーマ                                                       |
| 第24回 | 9月06日  | Dang Dang 気になる                                 | 中村由真 | TVアニメ「美味しんぼ」のオープニング・テーマ                                                                         |
| 第24回 | 9月06日  | ドラマチックLOVE                                   | 一条シン、太刀花ユキノジョウ、十王院カケル、香賀美タイガ、西園寺レオ、鷹梁ミナト、涼野ユウ                                                                                 | 映画「KING OF PRISM by PrettyRhythm」エンディングテーマ                                                              |
| 第25回 | 9月13日  | ムーンライト伝説                                   | DALI | TVアニメ「美少女戦士セーラームーン」シリーズ・オープニング主題歌                                                     |
| 第25回 | 9月13日  | I&I                                                | Leola | TVアニメ「舟を編む」エンディングテーマ                                                                               |
| 第25回 | 9月13日  | Small World                                        | フジファブリック | TVアニメ「宇宙兄弟」第39話～第51話オープニングテーマ                                                                 |
| 第25回 | 9月13日  | イマココ                                           | 東山奈央 | TVアニメ「月がきれい」オープニングテーマ                                                                             |
| 第26回 | 9月20日  | おどるポンポコリン                                 | ももいろクローバーZ | TVアニメ「ちびまる子ちゃん」エンディング主題歌                                                                       |
| 第26回 | 9月20日  | ロマンティックあげるよ                             | 橋本潮 | TVアニメ「ドラゴンボール」エンディングテーマ                                                                         |
| 第26回 | 9月20日  | Round Trip ～その手を離さないで～                  | SEEK | TVアニメ「飛べ!イサミ」前期エンディングテーマ                                                                        |
| 第26回 | 9月20日  | 桃源郷エイリアン                                   | serial TV drama | TVアニメ「銀魂」オープニングテーマ                                                                                   |
| 第26回 | 9月20日  | departure!                                         | 小野正利 | TVアニメ「HUNTER×HUNTER」オープニングテーマ                                                                          |
| 第26回 | 9月20日  | ハグしよう                                         | タケカワユキヒデ＆T's COMPANY | 映画「ドラえもん おばあちゃんの思い出」主題歌                                                                        |
| 第27回 | 9月27日  | 紅蓮華                                             | LiSA | TVアニメ「鬼滅の刃」オープニング主題歌                                                                               |
| 第27回 | 9月27日  | 竈門炭治郎のうた                                   | 椎名豪 featuring 中川奈美 | TVアニメ「鬼滅の刃」第19話挿入歌                                                                                     |
| 第27回 | 9月27日  | オラはにんきもの                                   | のはらしんのすけ | 劇場映画「クレヨンしんちゃん 雲黒斎の野望」オープニングで、テレビアニメ「クレヨンしんちゃん」3代目オープニングテーマ |
| 第27回 | 9月27日  | from the edge                                      | FictionJunction feat. LiSA | TVアニメ「鬼滅の刃」エンディング主題歌                                                                               |
| 第27回 | 9月27日  | 炎                                                 | LiSA | 劇場版「鬼滅の刃」無限列車編主題歌                                                                                   |
| 第28回 | 10月04日 | YOU                                                | 結城めぐみ | TVアニメ「美味しんぼ」オープニングテーマ                                                                             |
| 第28回 | 10月04日 | Winding Road                                       | MAN WITH A MISSION | TVアニメ「ゴールデンカムイ」第一期オープニングテーマ                                                                 |
| 第28回 | 10月04日 | エプロンボーイ                                     | DJみそしるとMCごはん | TVアニメ「衛宮さんちの今日のごはん」オープニングテーマ                                                               |
| 第28回 | 10月04日 | One In A Billion                                   | Wake Up, May'n! | TVアニメ「異世界食堂」オープニングテーマ                                                                             |
| 第28回 | 10月04日 | 希望の唄                                           | ウルトラタワー | ＴＶアニメ「食戟のソーマ」前期オープニングテーマ                                                                     |
| 第28回 | 10月04日 | FEELING AROUND                                     | 鈴木みのり | TVアニメ「ラーメン大好き小泉さん」オープニングテーマ                                                                 |
| 第29回 | 10月11日 | Forget Me Not                                      | ENHYPEN | TVアニメ「RE-MAIN」 オープニング主題歌                                                                               |
| 第29回 | 10月11日 | Thank You for Your Smile                           | Rhodanthe* | 劇場版「きんいろモザイクThank you!!」エンディングテーマ                                                              |
| 第29回 | 10月11日 | Analogy                                            | 彩音 | TVアニメ「ひぐらしのなく頃に 卒」オープニングテーマ                                                                  |
| 第29回 | 10月11日 | 星のオーケストラ                                   | saji | TVアニメ「かげきしょうじょ!!」オープニングテーマ                                                                     |
| 第30回 | 10月18日 | Light Infection                                    | Prague | TVアニメ「銀魂」、人気投票編のオープニングテーマ                                                                     |
| 第30回 | 10月18日 | 徒花ネクロマンシー                                 | フランシュシュ | TVアニメ「ゾンビランドサガ」第1期オープニングテーマ                                                                  |
| 第30回 | 10月18日 | STAND UP TO THE VICTORY 〜トゥ・ザ・ヴィクトリー〜 | 川添智久 | TVアニメ「機動戦士Vガンダム」オープニングテーマ                                                                      |
| 第30回 | 10月18日 | 佐々木のじいさんの木の生命力をたたえる歌           | 佐々木のじいさん | TVアニメ「ちびまる子ちゃん」                                                                                         |
| 第30回 | 10月18日 | 僕ら                                               | ラックライフ | 映画「文豪ストレイドッグスDEAD APPLE」エンディング主題歌                                                             |
| 第30回 | 10月18日 | ここから、ここから                                 | 玉木マリ、小淵沢報瀬、三宅日向、白石結月 | TVアニメ「宇宙よりも遠い場所」エンディングテーマ                                                                     |
| 第31回 | 10月25日 | 恋は渾沌の隷也                                     | 後ろから這いより隊G（ニャル子(阿澄佳奈)、クー子(松来未祐)、暮井珠緒(大坪由佳)                                                                                              | TVアニメ「這いよれ！ ニャル子さんW」オープニングテーマ                                                               |
| 第31回 | 10月25日 | アオくユレている                                   | 荻上千佳（山本希望）、吉武莉華（上坂すみれ）、矢島美怜（内山夕実）、波戸賢二郎（加隈亜衣）                                                                                 | TVアニメ「げんしけん二代目」エンディング主題歌                                                                       |
| 第31回 | 10月25日 | Edel Lilie                                         | 一柳隊 | TVアニメ「アサルトリリィ BOUQUET」エンディングテーマ                                                                 |
| 第31回 | 10月25日 | NO,Thank You!                                      | 放課後ティータイム | TVアニメ「けいおん!!」第2期後半のエンディングテーマ                                                                  |
| 第31回 | 10月25日 | ピカチュウのうた                                   | ピカチュウ（大谷育江） | TVアニメ「ポケットモンスターXY&Z」129-131話エンディングテーマ                                                        |
| 第31回 | 10月25日 | ナナイロノチカイ! -Brilliant oath-                 | 一条シン（寺島惇太）、太刀花ユキノジョウ（斉藤壮馬）、香賀美タイガ（畠中祐）、十王院カケル（八代拓）、鷹梁ミナト（五十嵐雅）、西園寺レオ（永塚拓馬）、涼野ユウ（内田雄馬） | TVアニメ「KING OF PRISM -Shiny Seven Stars-」                                                                        |
| 第31回 | 10月25日 | ドブの兄貴                                         | METEOR | TVアニメ「オッドタクシー」より                                                                                       |
| 第31回 | 10月25日 | 帰り道                                             | 八九寺真宵（加藤英美里） | TVアニメ「化物語」オープニング                                                                                       |
| 第31回 | 10月25日 | タイトルなんて自分で考えなさいな                   | マリア（沢城みゆき） | TVアニメ「荒川アンダー ザ ブリッジ」5BRIDGEオープニングテーマ                                                        |
| 第31回 | 10月25日 | Fallin'                                            | 麻天狼 | TVアニメ「「ヒプノシスマイク-Division Rap Battle-」Rhyme Anima」第7話挿入歌                                          |
| 第31回 | 10月25日 | Hello,星を数えて                                   | 星空凛（飯田里穂）、西木野真姫（Pile）、小泉花陽（久保ユリカ） | 劇場版『ラブライブ！The School Idol Movie』挿入歌                                                                    |
| 第31回 | 10月25日 | インキャインパルス                                 | 本田華子（木野日菜）、オリヴィア（長江里加）、野村香純（小原好美）feat. Ikepy & KSKN                                                                                       | TVアニメ「あそびあそばせ」エンディングテーマ                                                                         |
| 第31回 | 10月25日 | 夜想曲(ノクターン)                                 | アリス（真野あゆみ） | TVアニメ「死神坊ちゃんと黒メイド」エンディングテーマ                                                                 |
| 第31回 | 10月25日 | Cherish BOUQUET                                    | 渡辺みのり（高塚智人） | TVアニメ「THE IDOLM@STER SideM」より                                                                                 |
| 第31回 | 10月25日 | 心の大樹(女性ver)                                  | ポプ子（五十嵐裕美）とピピ美（松嵜麗） | TVアニメ「ポプテピピック」第12話挿入歌                                                                               |
| 第31回 | 10月25日 | コイノシルシ                                       | 神のみぞ知り隊 | TVアニメ「神のみぞ知るセカイ」第1期エンディングテーマ                                                                |
| 第32回 | 11月01日 | BOY                                                | King Gnu | TVアニメ「王様ランキング」オープニングテーマ                                                                         |
| 第32回 | 11月01日 | This game                                          | 鈴木このみ | TVアニメ「ノーゲーム・ノーライフ」オープニングテーマ                                                                 |
| 第32回 | 11月01日 | 命の灯火                                           | 鈴木このみ | TVアニメ 「ディープインサニティ ザ・ロストチャイルド」オープニングテーマ                                             |
| 第32回 | 11月01日 | EVERBLUE                                           | Omoinotake | TVアニメ「ブルーピリオド」オープニングテーマ                                                                         |
| 第32回 | 11月01日 | 継承の唄                                           | 大原ゆい子 | TVアニメ「無職転生 〜異世界行ったら本気だす〜」第2クールオープニングテーマ                                           |
| 第33回 | 11月08日 | ラブ・ドラマティック feat. 伊原六花                | 鈴木雅之 | TVアニメ「かぐや様は告らせたい〜天才たちの恋愛頭脳戦〜」オープニングテーマ                                           |
| 第33回 | 11月08日 | フィクション                                       | sumika | TVアニメ「ヲタクに恋は難しい」オープニングテーマ                                                                     |
| 第33回 | 11月08日 | バニラソルト                                       | 堀江由衣 | TVアニメ「とらドラ!」エンディングテーマ                                                                              |
| 第33回 | 11月08日 | Wishing                                            | レム(水瀬いのり) | TVアニメ「Re:ゼロから始める異世界生活」第18話挿入歌                                                                  |
| 第33回 | 11月08日 | 君のせい                                           | the peggies | TVアニメ「青春ブタ野郎はバニーガール先輩の夢を見ない」オープニングテーマ                                             |
| 第34回 | 11月15日 | God knows...                                       | 涼宮ハルヒ(CV:平野綾) | TVアニメ「涼宮ハルヒの憂鬱」第12話劇中歌                                                                             |
| 第34回 | 11月15日 | 名前のない青                                       | 神様、僕は気づいてしまった | TVアニメ「映像研には手を出すな!」エンディングテーマ                                                                  |
| 第34回 | 11月15日 | 愛はブーメラン                                     | 松谷祐子 | 「うる星やつら2 ビューティフル・ドリーマー」主題歌                                                                   |
| 第34回 | 11月15日 | Tears Infection                                    | KAORI | TVアニメ「Myself ; Yourself」オープニングテーマ                                                                      |
| 第34回 | 11月15日 | ポラリス                                           | BLUE ENCOUNT | TVアニメ「僕のヒーローアカデミア」第4期オープニングテーマ                                                            |
| 第34回 | 11月15日 | 優しさの理由                                       | ChouCho | TVアニメ「氷菓」オープニングテーマ                                                                                   |
| 第35回 | 11月22日 | あいうえおんがく                                   | 鈴村健一 | |
| 第35回 | 11月22日 | 前向きロケット団!                                  | ロケット団 | TVアニメ「ポケットモンスター」エンディングテーマ                                                                     |
| 第35回 | 11月22日 | 夢中の先へ                                         | MUG-MO | TVアニメ「やくならマグカップも 二番窯」オープニングテーマ                                                            |
| 第35回 | 11月22日 | 割れたリンゴ                                       | 渡辺早季(CV:種田梨沙) | TVアニメ「新世界より」エンディング主題歌                                                                             |
| 第35回 | 11月22日 | 愛を教えてくれた君へ                               | クアイフ | TVアニメ「いぬやしき」エンディングテーマ                                                                             |
| 第35回 | 11月22日 | あいうえおんがく♬                                  | GReeeeN | TVアニメ「LINE OFFLINE サラリーマン」オープニングテーマ                                                              |
| 第36回 | 11月29日 | ドラマチックマーケットライド                       | 北白川たまこ(洲崎綾) | TVアニメ「たまこまーけっと」オープニングテーマ                                                                       |
| 第36回 | 11月29日 | カレーのちライス                                   | 放課後ティータイム | TVアニメ「けいおん！」挿入歌                                                                                         |
| 第36回 | 11月29日 | Eureka (feat. kojikoji)                            | 変態紳士クラブ | 映画「EUREKA 交響詩篇エウレカセブンハイエボリューション」主題歌                                                      |
| 第36回 | 11月29日 | ハレ晴レユカイ                                     | 平野綾・茅原実里・後藤邑子 | TVアニメ「涼宮ハルヒの憂鬱」エンディングテーマ                                                                       |
| 第37回 | 12月06日 | Re:Re:                                             | ASIAN KUNG-FU GENERATION | TVアニメ「僕だけがいない街」オープニングテーマ                                                                       |
| 第37回 | 12月06日 | Snow halation                                      | μ's | TVアニメ「ラブライブ!」第2期第9話 挿入歌                                                                             |
| 第37回 | 12月06日 | お伽話のような奇跡                                 | 久保あおい | TVアニメ「でーじミーツガール」                                                                                       |
| 第37回 | 12月06日 | One more time, One more chance                     | 山崎まさよし | 映画「秒速5センチメートル」                                                                                          |
| 第38回 | 12月13日 | Sing My Pleasure                                   | ヴィヴィ（Vo.八木海莉） | TVアニメ「Vivy -Fluorite Eye's Song-」オープニングテーマ                                                             |
| 第38回 | 12月13日 | 閃光                                               | [Alexandros] | 映画「機動戦士ガンダム 閃光のハサウェイ」主題歌                                                                      |
| 第38回 | 12月13日 | U                                                  | millennium parade × Belle | 映画「竜とそばかすの姫」メインテーマ                                                                                 |
| 第38回 | 12月13日 | ODDTAXI                                            | スカートとPUNPEE | TVアニメ「オッドタクシー」オープニングテーマ                                                                         |
| 第38回 | 12月13日 | Viva! Spark!トロピカル〜ジュ！プリキュア           | Machico | TVアニメ「トロピカル〜ジュ!プリキュア」オープニング主題歌                                                            |
| 第38回 | 12月13日 | One Last Kiss                                      | 宇多田ヒカル | 映画「シン・エヴァンゲリオン劇場版」テーマソング                                                                     |
| 第39回 | 12月20日 | grilletto                                          | GARNiDELiA | TVアニメ「魔法科高校の劣等生」の後期オープニングテーマ                                                               |
| 第39回 | 12月20日 | Agape                                              | メロキュア | TVアニメ「円盤皇女ワるきゅーレ」挿入歌                                                                               |
| 第39回 | 12月20日 | Cry Baby                                           | Official髭男dism | TVアニメ「東京リベンジャーズ」オープニングテーマ                                                                     |
| 第39回 | 12月20日 | Winter Bells                                       | 倉木麻衣 | TVアニメ「名探偵コナン」オープニングテーマ                                                                           |
| 第39回 | 12月20日 | がんばれ！蜘蛛子さんのテーマ                       | 「私」（悠木碧） | TVアニメ「蜘蛛ですが、なにか?」前期エンディングテーマ                                                                |
| 第39回 | 12月20日 | Wonderful Life                                     | 酒井ミキオ | TVアニメ「プラネテス」ED主題歌                                                                                       |
| 第39回 | 12月20日 | 星間飛行                                           | 堀江美都子 | TVアニメ「マクロスF」カバー曲                                                                                        |
| 第39回 | 12月20日 | ストロボメモリー                                   | 内田真礼 | TVアニメ「SSSS.DYNAZENON」エンディングテーマ                                                                         |
| 第39回 | 12月20日 | もってけ!セーラーふく                              | 泉こなた（平野綾）、柊かがみ（加藤英美里）、柊つかさ（福原香織）、高良みゆき（遠藤綾）                                                                                     | TVアニメ「らき☆すた」オープニングテーマ                                                                              |
| 第39回 | 12月20日 | Möbius                                             | Hiroyuki Sawano feat. mpi & Laco & Benjamin | 映画「機動戦士ガンダム 閃光のハサウェイ」より                                                                        |
| 第39回 | 12月20日 | ボルテスVのうた                                    | 堀江美都子、こおろぎ'73、コロムビアゆりかご会 | TVアニメ「超電磁マシーン ボルテスV」                                                                                 |
| 第39回 | 12月20日 | かくしん的☆めたまるふぉ〜ぜっ!                     | 土間うまる（田中あいみ） | TVアニメ「干物妹！うまるちゃん」オープニングテーマ                                                                   |
| 第39回 | 12月20日 | 優しい忘却                                         | 茅原実里 | 映画「涼宮ハルヒの消失」テーマソング                                                                                 |
| 第39回 | 12月20日 | ないない                                           | ReoNa | TVアニメ「シャドーハウス」エンディングテーマ                                                                         |
| 第39回 | 12月20日 | 茜さす                                             | Aimer | TVアニメ「夏目友人帳 伍」エンディングテーマ                                                                          |
| 第39回 | 12月20日 | 風といっしょに                                     | 小林幸子 | 映画「ミュウツーの逆襲 EVOLUTION」エンディングテーマ                                                                 |
| 第39回 | 12月20日 | さらば                                             | キンモクセイ | TVアニメ「あたしンち」オープニングテーマ                                                                             |